# Arrondissement Bourg-en-Bresse
Das Arrondissement Bourg-en-Bresse ist eine Verwaltungseinheit des Départements Ain in der französischen Region Auvergne-Rhône-Alpes. Unterpräfektur ist Bourg-en-Bresse.
Im Arrondissement liegen zwölf Wahlkreise (Kantone) und 199 Gemeinden.

## Wahlkreise
| - Kanton Attignat - Kanton Bourg-en-Bresse-1 - Kanton Bourg-en-Bresse-2 - Kanton Ceyzériat - Kanton Châtillon-sur-Chalaronne - Kanton Meximieux (mit 7 der 15 Gemeinden) | - Kanton Miribel - Kanton Replonges - Kanton Saint-Étienne-du-Bois - Kanton Trévoux - Kanton Villars-les-Dombes - Kanton Vonnas |

## Gemeinden
Die Gemeinden des Arrondissements Bourg-en-Bresse sind:
| 1. L’Abergement-Clémenciat (01001)       | 2. Ambérieux-en-Dombes (01005)           | 3. Arbigny (01016)                      | 4. Ars-sur-Formans (01021)                |
| 5. Asnières-sur-Saône (01023)            | 6. Attignat (01024)                      | 7. Bâgé-Dommartin (01025)               | 8. Bâgé-le-Châtel (01026)                 |
| 9. Balan (01027)                         | 10. Baneins (01028)                      | 11. Beaupont (01029)                    | 12. Beauregard (01030)                    |
| 13. Béligneux (01032)                    | 14. Bény (01038)                         | 15. Béréziat (01040)                    | 16. Bey (01042)                           |
| 17. Beynost (01043)                      | 18. Birieux (01045)                      | 19. Biziat (01046)                      | 20. Bohas-Meyriat-Rignat (01245)          |
| 21. La Boisse (01049)                    | 22. Boissey (01050)                      | 23. Bouligneux (01052)                  | 24. Bourg-en-Bresse (01053)               |
| 25. Boz (01057)                          | 26. Bresse Vallons (01130)               | 27. Bressolles (01062)                  | 28. Buellas (01065)                       |
| 29. Certines (01069)                     | 30. Ceyzériat (01072)                    | 31. Chalamont (01074)                   | 32. Chaleins (01075)                      |
| 33. Chaneins (01083)                     | 34. Chanoz-Châtenay (01084)              | 35. La Chapelle-du-Châtelard (01085)    | 36. Châtenay (01090)                      |
| 37. Châtillon-la-Palud (01092)           | 38. Châtillon-sur-Chalaronne (01093)     | 39. Chavannes-sur-Reyssouze (01094)     | 40. Chaveyriat (01096)                    |
| 41. Chevroux (01102)                     | 42. Civrieux (01105)                     | 43. Cize (01106)                        | 44. Coligny (01108)                       |
| 45. Condeissiat (01113)                  | 46. Confrançon (01115)                   | 47. Cormoranche-sur-Saône (01123)       | 48. Cormoz (01124)                        |
| 49. Corveissiat (01125)                  | 50. Courmangoux (01127)                  | 51. Courtes (01128)                     | 52. Crans (01129)                         |
| 53. Crottet (01134)                      | 54. Cruzilles-lès-Mépillat (01136)       | 55. Curciat-Dongalon (01139)            | 56. Curtafond (01140)                     |
| 57. Dagneux (01142)                      | 58. Dompierre-sur-Chalaronne (01146)     | 59. Dompierre-sur-Veyle (01145)         | 60. Domsure (01147)                       |
| 61. Drom (01150)                         | 62. Druillat (01151)                     | 63. Fareins (01157)                     | 64. Feillens (01159)                      |
| 65. Foissiat (01163)                     | 66. Francheleins (01165)                 | 67. Frans (01166)                       | 68. Garnerans (01167)                     |
| 69. Genouilleux (01169)                  | 70. Gorrevod (01175)                     | 71. Grand-Corent (01177)                | 72. Grièges (01179)                       |
| 73. Guéreins (01183)                     | 74. Hautecourt-Romanèche (01184)         | 75. Illiat (01188)                      | 76. Jassans-Riottier (01194)              |
| 77. Jasseron (01195)                     | 78. Jayat (01196)                        | 79. Journans (01197)                    | 80. Laiz (01203)                          |
| 81. Lapeyrouse (01207)                   | 82. Lent (01211)                         | 83. Lescheroux (01212)                  | 84. Lurcy (01225)                         |
| 85. Malafretaz (01229)                   | 86. Mantenay-Montlin (01230)             | 87. Manziat (01231)                     | 88. Marboz (01232)                        |
| 89. Marlieux (01235)                     | 90. Marsonnas (01236)                    | 91. Massieux (01238)                    | 92. Meillonnas (01241)                    |
| 93. Messimy-sur-Saône (01243)            | 94. Mézériat (01246)                     | 95. Mionnay (01248)                     | 96. Miribel (01249)                       |
| 97. Misérieux (01250)                    | 98. Mogneneins (01252)                   | 99. Montagnat (01254)                   | 100. Montceaux (01258)                    |
| 101. Montcet (01259)                     | 102. Monthieux (01261)                   | 103. Montluel (01262)                   | 104. Montmerle-sur-Saône (01263)          |
| 105. Montracol (01264)                   | 106. Montrevel-en-Bresse (01266)         | 107. Neuville-les-Dames (01272)         | 108. Neyron (01275)                       |
| 109. Niévroz (01276)                     | 110. Nivigne et Suran (01095)            | 111. Ozan (01284)                       | 112. Parcieux (01285)                     |
| 113. Péronnas (01289)                    | 114. Perrex (01291)                      | 115. Peyzieux-sur-Saône (01295)         | 116. Pirajoux (01296)                     |
| 117. Pizay (01297)                       | 118. Le Plantay (01299)                  | 119. Polliat (01301)                    | 120. Pont-de-Vaux (01305)                 |
| 121. Pont-de-Veyle (01306)               | 122. Pouillat (01309)                    | 123. Ramasse (01317)                    | 124. Rancé (01318)                        |
| 125. Relevant (01319)                    | 126. Replonges (01320)                   | 127. Revonnas (01321)                   | 128. Reyrieux (01322)                     |
| 129. Reyssouze (01323)                   | 130. Romans (01328)                      | 131. Saint-André-d’Huiriat (01334)      | 132. Saint-André-de-Bâgé (01332)          |
| 133. Saint-André-de-Corcy (01333)        | 134. Saint-André-le-Bouchoux (01335)     | 135. Saint-André-sur-Vieux-Jonc (01336) | 136. Saint-Bénigne (01337)                |
| 137. Saint-Bernard (01339)               | 138. Saint-Cyr-sur-Menthon (01343)       | 139. Saint-Denis-lès-Bourg (01344)      | 140. Saint-Didier-d’Aussiat (01346)       |
| 141. Saint-Didier-de-Formans (01347)     | 142. Saint-Didier-sur-Chalaronne (01348) | 143. Saint-Étienne-du-Bois (01350)      | 144. Saint-Étienne-sur-Chalaronne (01351) |
| 145. Saint-Étienne-sur-Reyssouze (01352) | 146. Saint-Genis-sur-Menthon (01355)     | 147. Saint-Georges-sur-Renon (01356)    | 148. Saint-Germain-sur-Renon (01359)      |
| 149. Saint-Jean-de-Thurigneux (01362)    | 150. Saint-Jean-sur-Reyssouze (01364)    | 151. Saint-Jean-sur-Veyle (01365)       | 152. Saint-Julien-sur-Reyssouze (01367)   |
| 153. Saint-Julien-sur-Veyle (01368)      | 154. Saint-Just (01369)                  | 155. Saint-Laurent-sur-Saône (01370)    | 156. Saint-Marcel (01371)                 |
| 157. Saint-Martin-du-Mont (01374)        | 158. Saint-Martin-le-Châtel (01375)      | 159. Saint-Maurice-de-Beynost (01376)   | 160. Saint-Nizier-le-Bouchoux (01380)     |
| 161. Saint-Nizier-le-Désert (01381)      | 162. Saint-Paul-de-Varax (01383)         | 163. Saint-Rémy (01385)                 | 164. Saint-Sulpice (01387)                |
| 165. Saint-Trivier-de-Courtes (01388)    | 166. Saint-Trivier-sur-Moignans (01389)  | 167. Sainte-Croix (01342)               | 168. Sainte-Euphémie (01353)              |
| 169. Sainte-Olive (01382)                | 170. Salavre (01391)                     | 171. Sandrans (01393)                   | 172. Savigneux (01398)                    |
| 173. Sermoyer (01402)                    | 174. Servas (01405)                      | 175. Servignat (01406)                  | 176. Simandre-sur-Suran (01408)           |
| 177. Sulignat (01412)                    | 178. Thil (01418)                        | 179. Thoissey (01420)                   | 180. Tossiat (01422)                      |
| 181. Toussieux (01423)                   | 182. Tramoyes (01424)                    | 183. La Tranclière (01425)              | 184. Trévoux (01427)                      |
| 185. Val-Revermont (01426)               | 186. Valeins (01428)                     | 187. Vandeins (01429)                   | 188. Verjon (01432)                       |
| 189. Vernoux (01433)                     | 190. Versailleux (01434)                 | 191. Vescours (01437)                   | 192. Vésines (01439)                      |
| 193. Villars-les-Dombes (01443)          | 194. Villemotier (01445)                 | 195. Villeneuve (01446)                 | 196. Villereversure (01447)               |
| 197. Villette-sur-Ain (01449)            | 198. Viriat (01451)                      | 199. Vonnas (01457)                     |                                           |

## Neuordnung der Arrondissements 2017

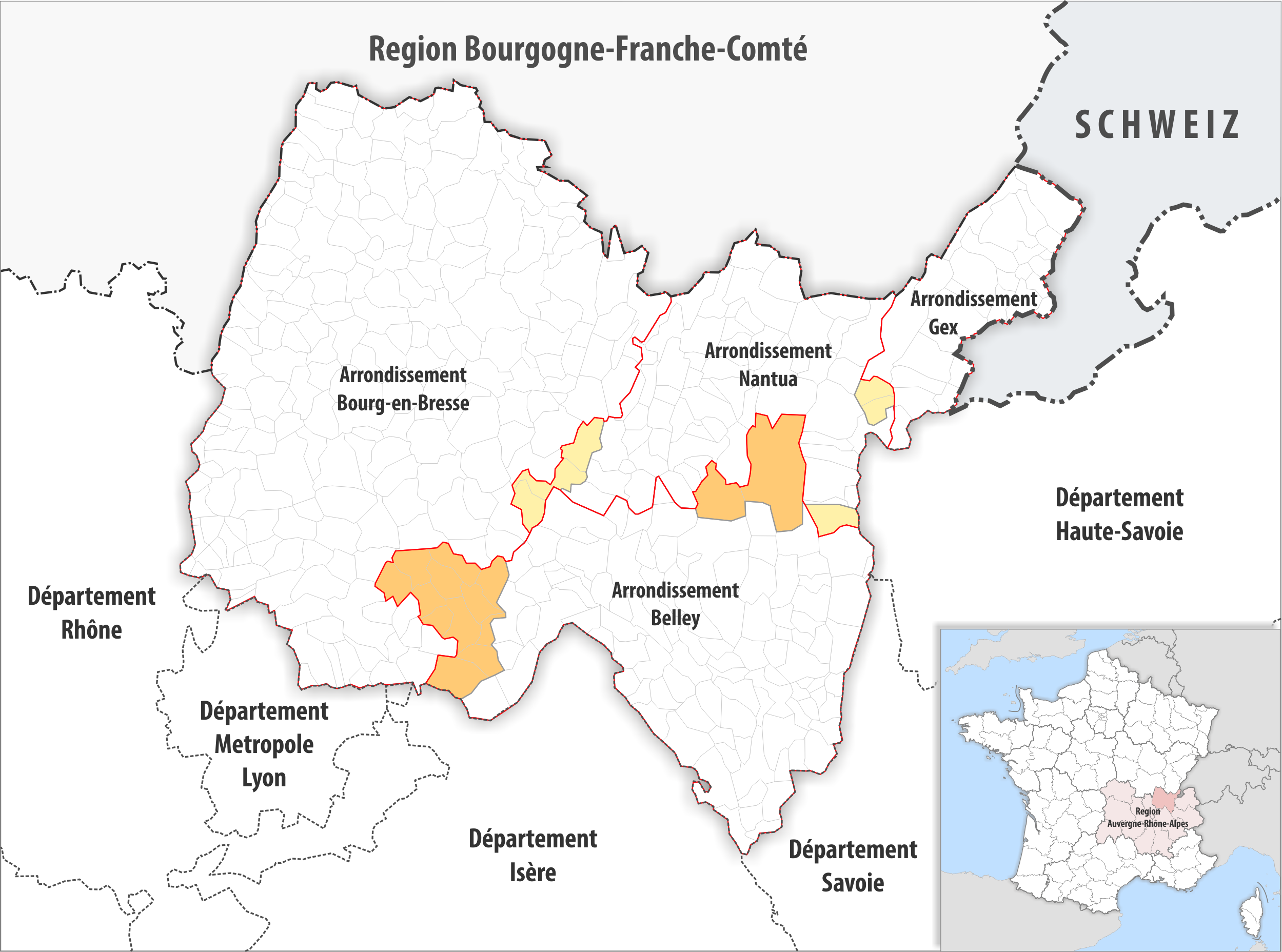
Arrondissementsanpassungen im Jahr 2017

Durch die Neuordnung der Arrondissements im Jahr 2017 wurden die 12 Gemeinden Bourg-Saint-Christophe, Charnoz-sur-Ain, Faramans, Joyeux, Meximieux, Le Montellier, Pérouges, Rignieux-le-Franc, Saint-Éloi, Saint-Jean-de-Niost, Saint-Maurice-de-Gourdans und Villieu-Loyes-Mollon dem Arrondissement Belley sowie die 4 Gemeinden Neuville-sur-Ain, Pont-d’Ain, Priay und Varambon dem Arrondissement Nantua zugewiesen.

## Ehemalige Gemeinden seit 2015
- Bis 2018: Cras-sur-Reyssouze, Étrez
- Bis 2017: Bâgé-la-Ville, Dommartin
- Bis 2016: Chavannes-sur-Suran, Germagnat
- Bis 2015: Pressiat, Treffort-Cuisiat

Koordinaten: 46° 13′ N, 5° 14′ O